# بحيرة بيترما
بحيرة بيترما هي بحيرة متوسطة الحجم تقع في منطقة مستجمعات المياه الرئيسي فووكسي. وهي تقع في منطقة سافو الجنوبية في فنلندا. اسم بيترما يعني أيضًا اسم قرية مجاورة في بلدية هينفيسي.